# 原谷駅
原谷駅（はらのやえき）は、静岡県掛川市本郷にある天竜浜名湖鉄道天竜浜名湖線の駅である。
2004年（平成16年）夏に、テレビドラマ『WATER BOYS2』で、姫乃駅として設定された。

## 歴史
- 1935年（昭和10年）4月17日：鉄道省二俣線掛川駅 - 遠江森駅（現・遠州森駅）間の開通に伴い開設[1]。一般駅[1]。
- 1962年（昭和37年）8月21日：貨物取扱廃止（旅客駅化）[1]。
- 1987年（昭和62年）3月15日：二俣線が第三セクター鉄道へ転換、天竜浜名湖鉄道の駅となる[1]。
- 2009年（平成21年）11月1日：無人駅化[2]。
- 2011年（平成23年）1月26日：駅舎（本屋）が登録有形文化財に登録[3]。

## 駅構造

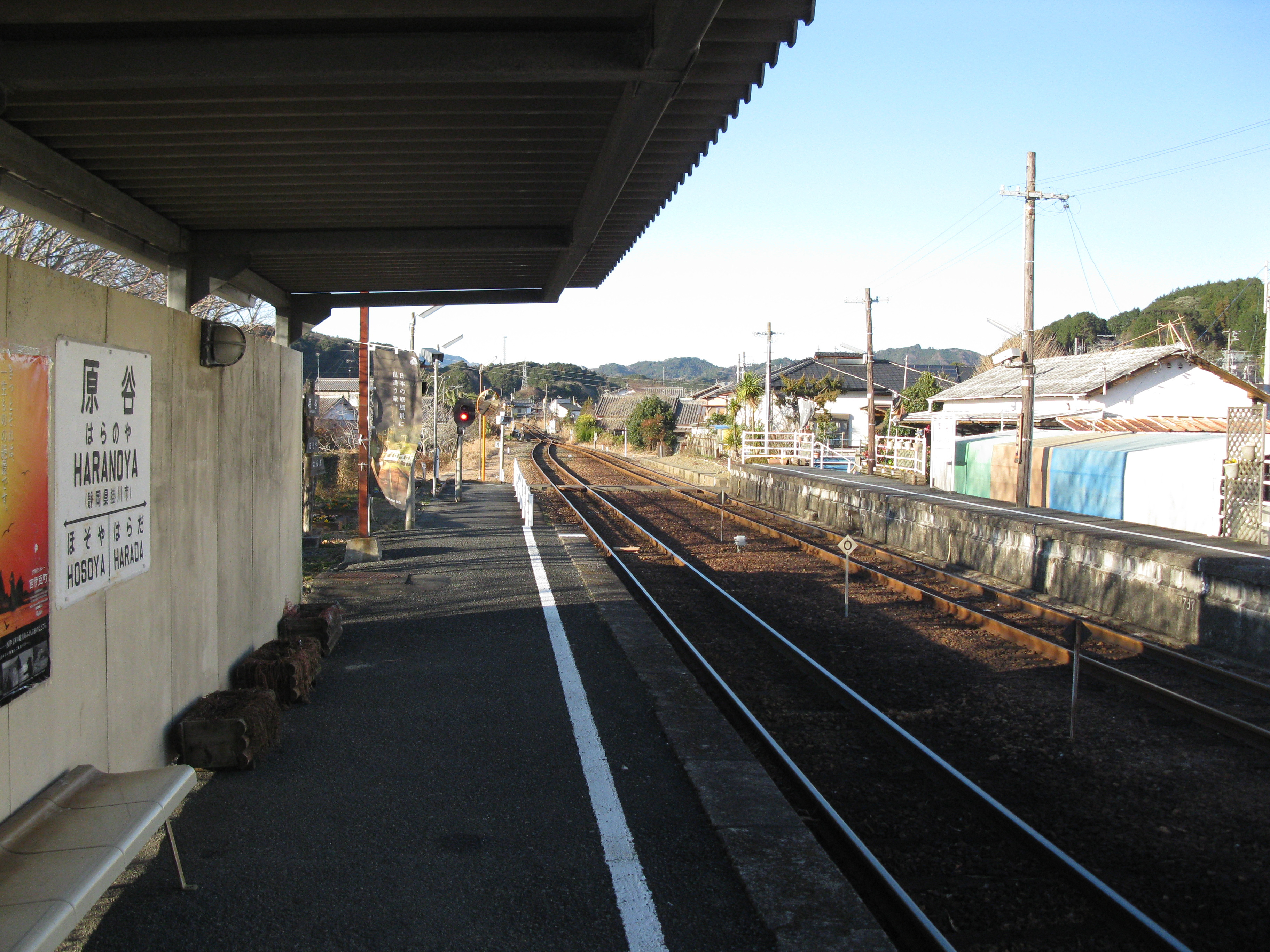
ホーム（2011年1月）

相対式ホーム2面2線を有する地上駅。木造駅舎を備える。
無人駅。駅舎（本屋）は、国の登録有形文化財に登録されている。

### のりば
| のりば         | 路線    | 行先                               |
| -------------- | ------- | ---------------------------------- |
| 上り（駅舎側） | ■天浜線 | 掛川方面                           |
| 下り           | ■天浜線 | 遠州森・天竜二俣・金指・新所原方面 |

## 利用状況
近年の1日平均乗車人員の推移は以下の通り。
| 乗車人員推移 | 乗車人員推移    |
| 年度         | 1日平均乗車人員 |
| ------------ | --------------- |
| 2008         | 127             |
| 2009         | 119             |
| 2010         | 117             |
| 2011         | 130             |
| 2012         | 106             |
| 2013         | 147             |
| 2014         | 121             |
| 2015         | 128             |
| 2016         | 116             |
| 2017         | 101             |
| 2018         | 101             |
| 2019         | 92              |

## 駅周辺
- JA掛川市原谷
- NTT西日本原谷電話交換所
- 原谷郵便局
- 原谷警察官駐在所
- 永川商店（精肉店）
- 原田園芸店
- 洋菓子コンパル・原田園
- かけがわ西の市（農産物直売所）
- 長福寺
- 掛川市立原谷小学校
- 原谷親水公園
- 加茂荘花鳥園（旧・加茂花菖蒲園）

## 隣の駅
天竜浜名湖鉄道
■天竜浜名湖線
細谷駅 - 原谷駅 - 原田駅